# La Bussière, Vienne
La Bussière là một xã, tọa lạc ở tỉnh Vienne trong vùng Nouvelle-Aquitaine, Pháp. Xã này có diện tích 32,09 kilômét vuông, dân số năm 2006 là 370 người. Xã nằm ở khu vực có độ cao trung bình 129 m trên mực nước biển.

## Biến động dân số
| Năm | 1962 | 1968 | 1975 | 1982 | 1990 | 1999 | 2006 |
| --- | ---- | ---- | ---- | ---- | ---- | ---- | ---- |
| Dân số | 564  | 622  | 495  | 437  | 395  | 350  | 370  |
| From the year 1962 on: No double counting—residents of multiple communes (e.g. students and military personnel) are counted only once. |      |      |      |      |      |      |      |